# Belgisch kampioenschap beerpong
Het Belgisch Kampioenschap Beerpong (BK Beerpong) is een jaarlijks terugkerend evenement in Lichtervelde dat gewijd is aan het drankspel bierpong. 

## Geschiedenis
Bierpong vindt zijn oorsprong in de Verenigde Staten, waar het spel populair is onder studenten. In België heeft het bierspel de afgelopen jaren aan populariteit gewonnen. In 2017 ontstond hieruit het Belgisch Kampioenschap Beerpong, waarbij het evenement werd gehouden in Antwerpen. De populariteit van het toernooi nam toe, maar niet zonder uitdagingen. Want in 2022 besloot de stad Antwerpen het Belgisch Kampioenschap Beerpong te verbieden, waarbij zorgen over openbaar alcoholgebruik en mogelijke overlast werden aangehaald als redenen voor het verbod. Deze beslissing leidde tot controverses en discussies over de regels en normen met betrekking tot alcoholgebruik tijdens dergelijke evenementen. 
Na het verbod in Antwerpen werd het Belgisch Kampioenschap Beerpong verplaatst naar Lichtervelde waar het in 2023 is gehouden op het Beats n' Bots festival. De organisatoren hoopten door deze verhuizing niet alleen het verbod te omzeilen maar ook het imago van het kampioenschap op te frissen en de focus te herleggen op sportiviteit. Het BK Beerpong in Lichtervelde verwelkomde uiteindelijk 256 deelnemers uit alle uithoeken van België met open armen.
In 2024 vond opnieuw het Belgisch Kampioenschap Beerpong plaats in Lichtervelde. Het toernooi trok 128 deelnemende teams en was binnen vijf dagen volgeboekt. De editie viel op door de deelname van enkele lokale politici. Hoewel bierpongtoernooien in Antwerpen verboden zijn, blijft het kampioenschap in Lichtervelde welkom, met plannen voor verdere groei in de komende jaren.
De kampioenstitel werd in 2024 gewonnen door het team ‘On met la Patate!’, bestaande uit Nelis Himpe en Yakari Pyckavet, die in de finale het duo Gilles Brouckaert en Senne Vandecaveye versloegen.
Tijdens het evenement werd een vijf meter hoog opblaasbaar promotieobject van het merk Tout Bien Rouge, eigendom van de Belgische influencer Average Rob, gestolen. Dit incident kreeg enige media-aandacht, maar het toernooi verliep verder zonder noemenswaardige problemen.

## Palmares
- 2024: Team 'On met la Patate!'[9]

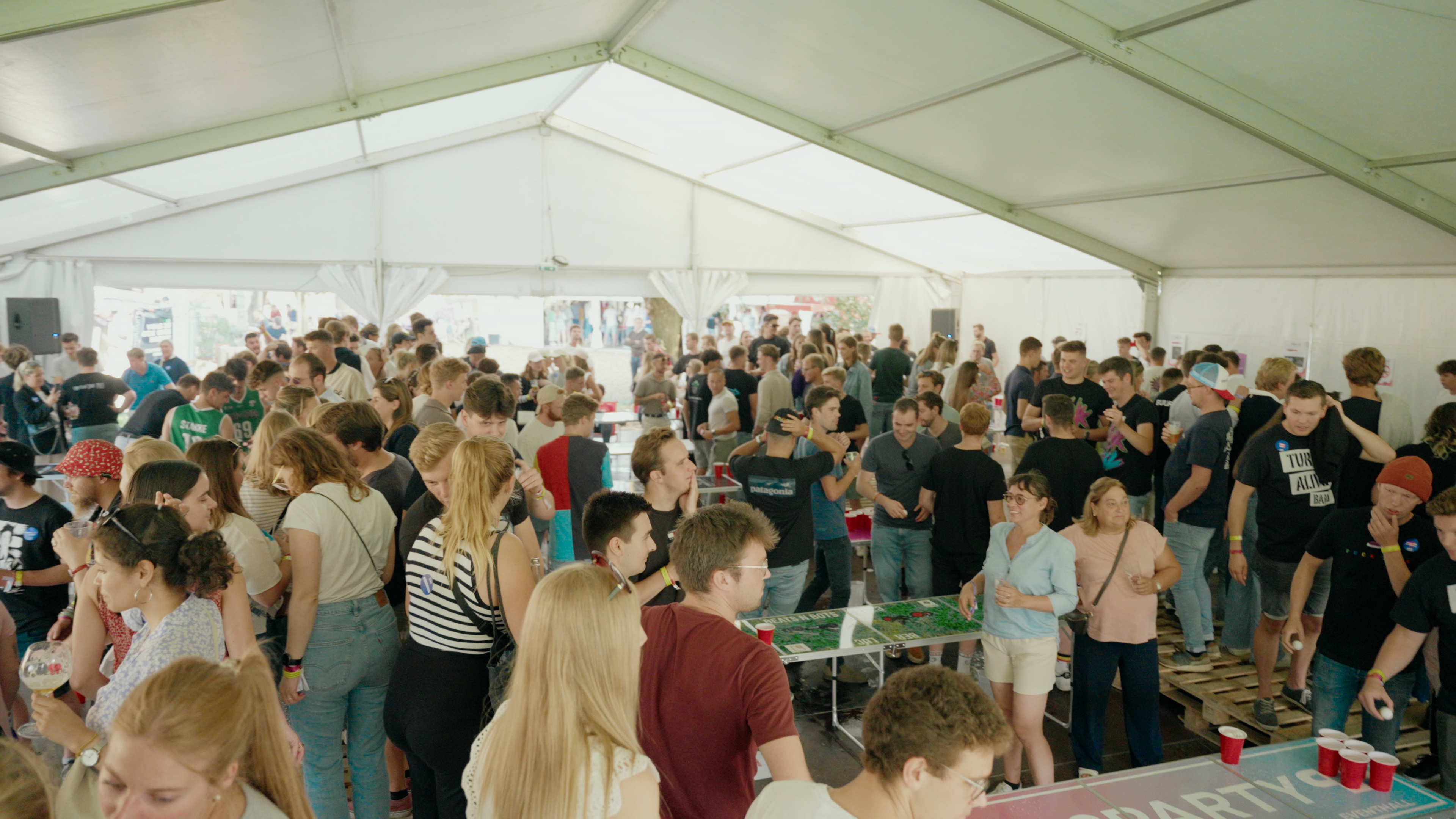
256 deelnemers van over heel België deden mee aan het BK Beerpong.

  - Deelnemers: Nelis Himpe (Lichtervelde) en Yakari Pyckavet (Hooglede)
  - Overwinning behaald tijdens het officieel BK Beerpong[10] in Lichtervelde.
- 2023: Team 'Jh De Komeet'[11]
  - Deelnemers: Maxime Debruyne (Ardooie) en Axl Loyson (Ardooie)
  - Overwinning behaald tijdens het BK Beerpong in Lichtervelde tijdens het Beats 'n Bots festival.
- 2019: Team 'In de kakker van Roos Van Acker'[12]
  - Deelnemers: Def Fossez (Menen) en Bryan Pyncket (Hasselt)
  - Het duo behaalde de overwinning in evenementenzaal Kavka Zappa in Antwerpen.
- 2018: Team 'KURT'[13]
  - Deelnemers: Arne Cazaerck (Gent) en Steven Comeye (Gent)
  - Mochten België vertegenwoordigen op het Europees Kampioenschap in het Oostenrijkse Innsbruck.